# Sainte-Marie-de-Vatimesnil
Sainte-Marie-de-Vatimesnil es una localidad y comuna francesa situada en la región de Alta Normandía, departamento de Eure, en el distrito de Les Andelys y canton de Étrépagny.

## Demografía
| 252 | 147 | 196 | 141 | 124 | 136 | 275 | 266 | 266 | 264 | 265 | 245 | 252 | 251 | 256 | 265 | 257 | 261 | 242 | 230 | 217 | 235 | 210 | 227 | 231 | 219 | 223 | 211 | 176 | 194 | 204 | 235 |
| Para los censos de 1962 a 1999 la población legal corresponde a la población sin duplicidades (Fuente: INSEE [Consultar]) |     |     |     |     |     |     |     |     |     |     |     |     |     |     |     |     |     |     |     |     |     |     |     |     |     |     |     |     |     |     |     |